# Kratochvíliola
Kratochvíliola is een geslacht van hooiwagens uit de familie Travuniidae.
De wetenschappelijke naam Kratochvíliola is voor het eerst geldig gepubliceerd door Roewer in 1935. 

## Soorten
Kratochvíliola is monotypisch en omvat slechts de volgende soort:
- Kratochvíliola navarica